# اروپامحوری

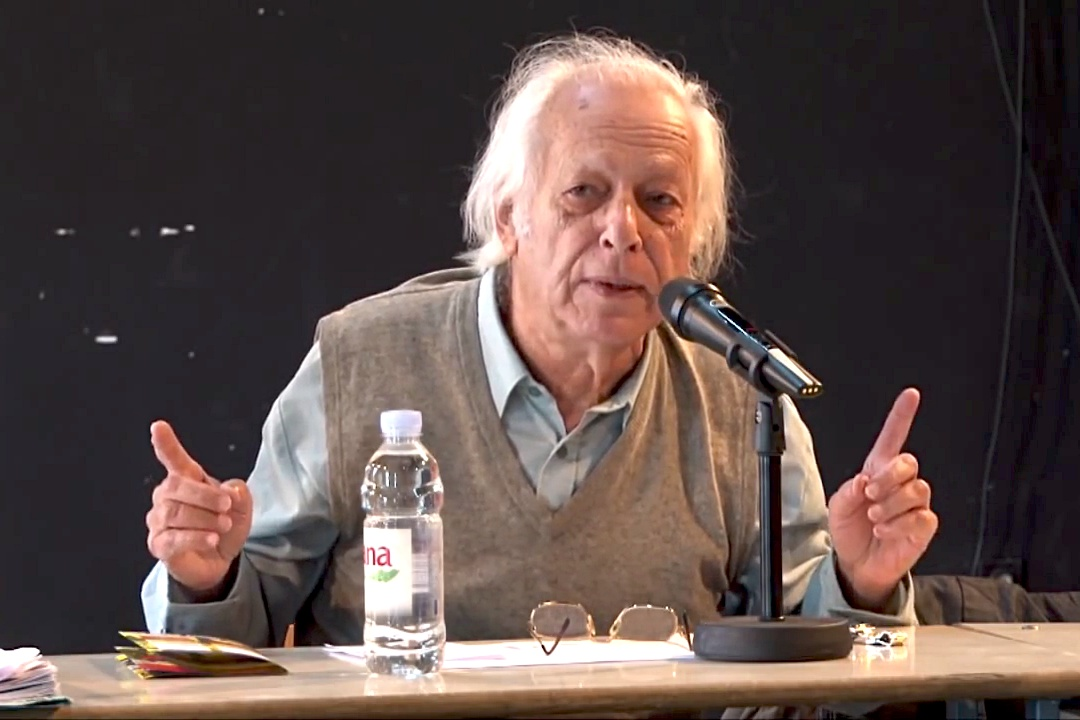
مفهوم اروپامحوری برای نخستین بار در دهه ۱۹۷۰ توسط سمیر امین، نظریه‌پرداز مصری، بیان شد

اروپامحوری یا اروپاکانونی (به انگلیسی: Eurocentrism) به این مفهوم است که اروپا و اروپایی‌تباران به‌طور ماهوی از سایر ملل و قوم‌ها متمایز و برترند. منشأ این تمایز؛ تاریخ، ویژگی‌های فرهنگی، نهادهای ویژهٔ سیاسی، اقتصادی و اجتماعی این کشورهاست که منحصربه‌فردند. سمیر امین، نظریه‌پرداز مصری-فرانسوی، مفهوم اروپامحوری را برای نخستین بار در دهه ۱۹۷۰ بیان کرد.
برخی این مفهوم را حاکی از وجود برخی گرایش‌های نژادپرستانه در میان اروپایی‌تباران، و برخی دیگر نیز آن را ناشی از برتری‌جویی و امپراتورمآبی قدرت‌های غربی در طی دوران استعمار انگاشته‌اند.

## دیدگاه‌ها
ابراهیم متقی استاد علوم سیاسی و روابط بین‌الملل دانشگاه تهران گفتمان اروپامداری را تلاشی در جهت مرکز قرار دادن جهان غرب در الگوی عام نظام جهانی دانسته و معتقد است ارزیابی انتقادی دربارهٔ مفاهیمی همانند خاور دور، خاور نزدیک و خاورمیانه را باید به‌عنوان یکی از نشانه‌های نقد اروپامداری در نظام جهانی دانست.